# Předkapela
Předkapela, někdy také předskokan či support (anglicky podpora) znamená při hudebním představení účinkujícího, který vystupuje před hlavní hvězdou celého programu neboli headlinerem. Vzácně předkapela může vystoupit i po headlinerovi. Předkapela slouží hlavní skupině převážně k „zahřátí“ publika a v rockové či metalové hudbě se obvykle jedná o málo známou nebo začínající skupinu. Tyto kapely často jedou na turné headlinera zadarmo.